# Naturdenkmal Hillerk-Felsen

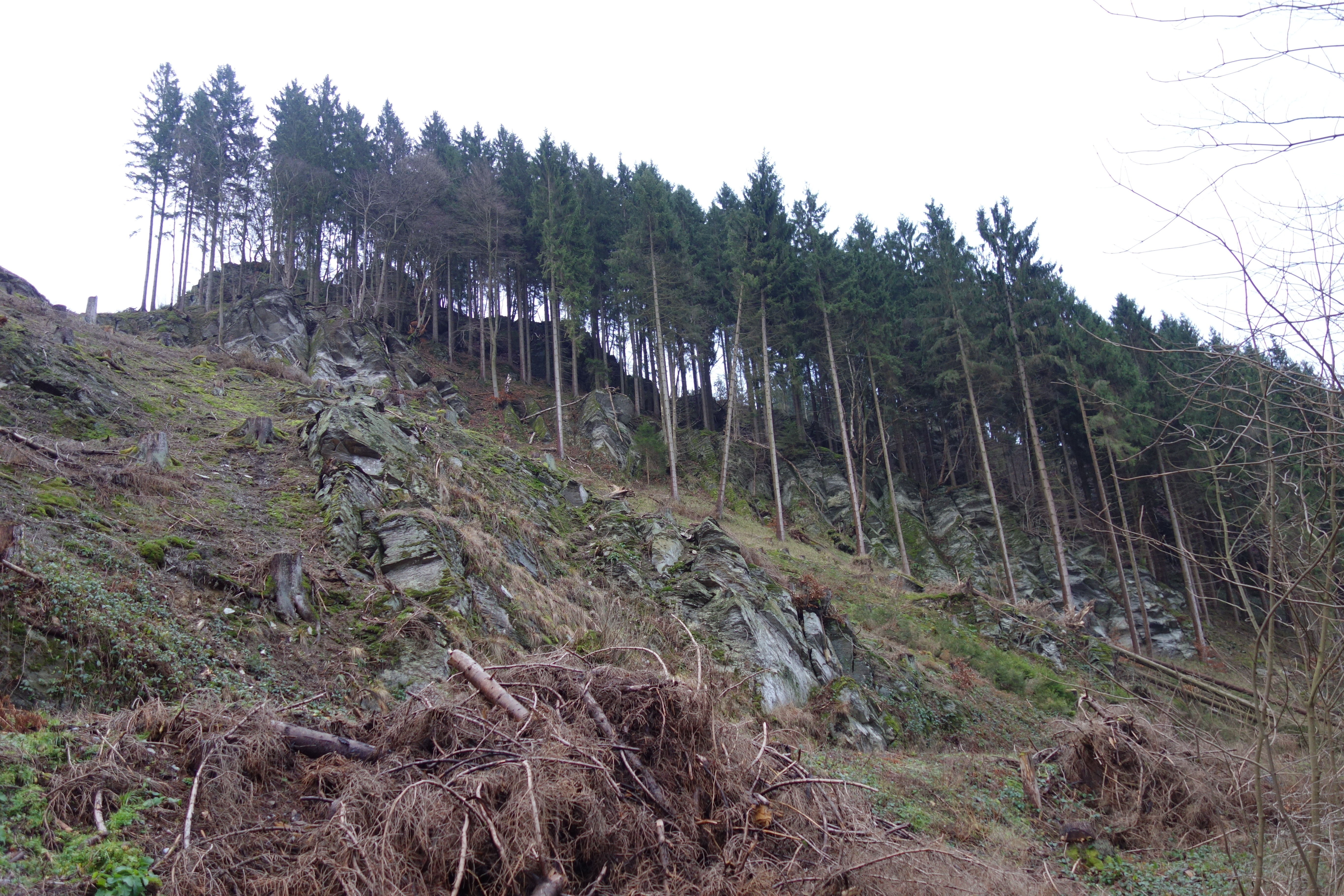
Naturdenkmal Hillerk-Felsen

Das Naturdenkmal Hillerk-Felsen sind Felsen nordöstlich von Olsberg-Wulmeringhausen in Nordrhein-Westfalen. Die Hillerk-Felsen wurden 2004 durch den Landschaftsplan Olsberg als 3,10 ha großes Naturdenkmal (ND) ausgewiesen. Die Hillerk-Felsen  sind auch ein gesetzlich geschütztes Biotop nach § 62 des Landschaftsgesetzes Nordrhein-Westfalen. Es ist umgeben vom Landschaftsschutzgebiet Olsberg. Das ND besteht aus vier Teilflächen.

## Beschreibung
Die Felsen haben eine Höhe von bis zu 12 Metern und gehören zu den größten im Olsberger Stadtgebiet. Im Einmündungsbereich der Neger (Ruhr) in die Ruhr treten auf dem Bergrücken Hillerk und an der nordwestexponierten Hangzone zahlreiche markant aufragende Felsen und Felsbänder zutage. Auf Lücken im Fichtenwald sind Schluchtwald-Fragmente und Schluchtwald-Relikte mit Bergahorn und Bergulme, z. T. abgestorben, ausgebildet mit spezifischer Felsvegetation mit Kleinfarnen. Im Hang liegt ein mit einem Baustahlgitter verschlossener Bergbau-Stolleneingang.

## Gebot
Für das ND wurde das Gebot festgeschrieben die Fichten auf den Felsen und in einer bei Gebotsumsetzung festzulegenden Randzone zu entfernen und in einen naturnahen Laubmischwald umzubauen.